# Lorne Lanning
Lorne Lanning es un desarrollador de videojuegos estadounidense creador de la saga Oddworld y cofundador de la compañía de videojuegos Oddworld Inhabitants junto con Sherry McKenna. Ha sido presidente de la compañía durante muchos años hasta que a finales de 2008 su cargo pasó a manos de Larry Shapiro, con lo que él pasó a ser el director de arte. Desarrolló el universo de Oddworld basándose en la naturaleza de los universos ficticios de Tolkien, George Lucas, Jim Henson e incluso el propio Walt Disney. Posee más de 15 años de experiencia en diseño gráfico por ordenador y es miembro de la junta directiva de la Academia de las Artes y las Ciencias
. Además posee un título de BFA (Bachelor of Fine Arts, Licenciado en Bellas Artes) por el Instituto de Arte de California y un doctorado honorífico por la Academia de Arte de San Francisco.